# Echinoderes spinifurca
Echinoderes spinifurca är en djurart som tillhör fylumet pansarmaskar, och som beskrevs av Sorensen, Heiner och Ziemer 2005. Echinoderes spinifurca ingår i släktet Echinoderes och familjen Echinoderidae. Inga underarter finns listade i Catalogue of Life.